# Zeekr X
La Zeekr X è un'autovettura elettrica prodotta dalla casa automobilistica cinese Zeekr a partire dal 2023.

## Debutto e contesto

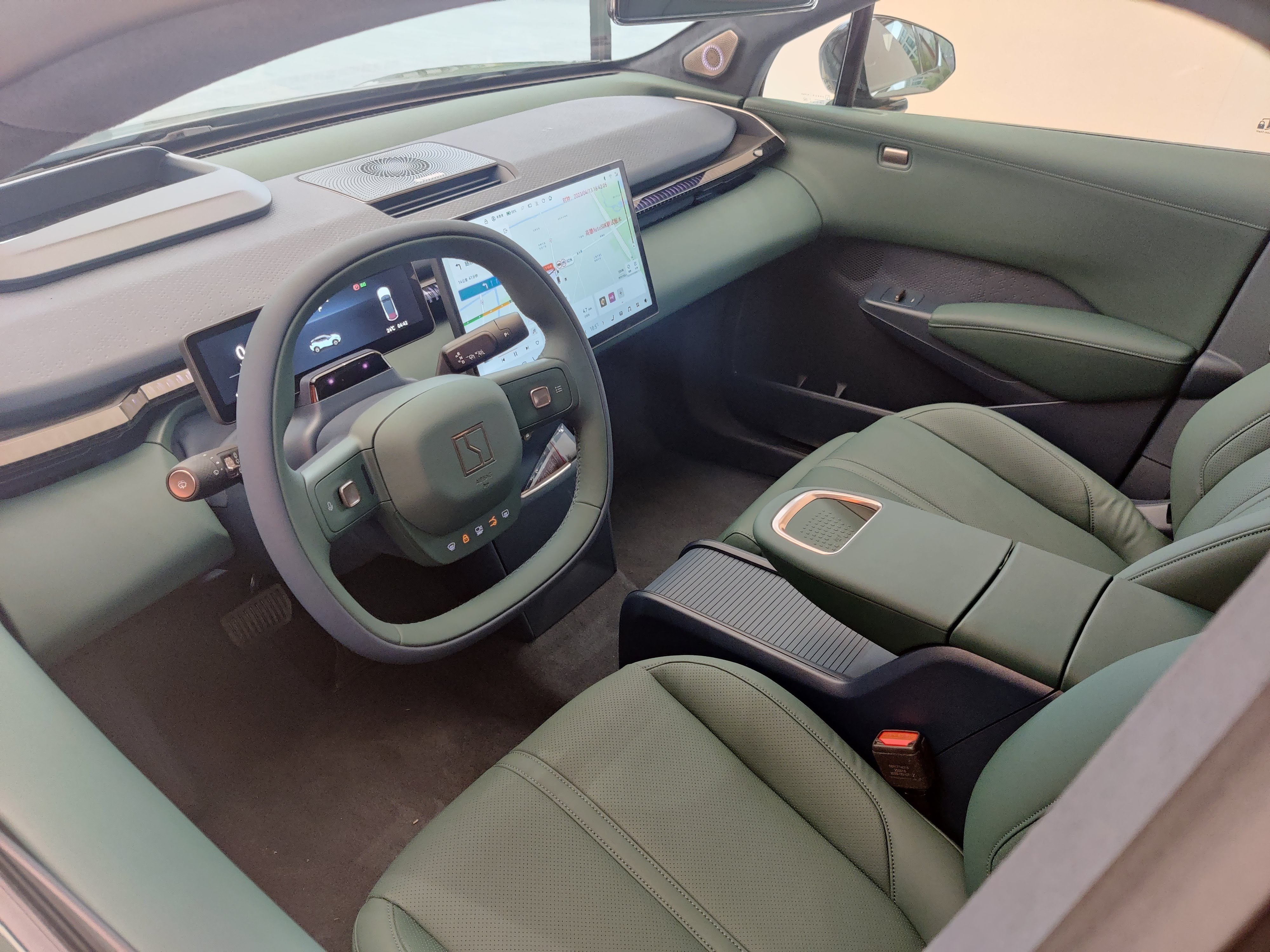
Interni

Lo Zeekr X è un crossover SUV compatto ad alimentazione elettrica, terzo veicolo prodotto dalla Zeekr, presentato il 12 aprile 2023. La vettura si basa sulla piattaforma per veicoli elettrici Sustainable Experience Architecture (SEA) sviluppata da Geely e condivisa con la Smart #3; i motori elettrici e le batterie che sono realizzati dalla VREMT (Viridi E-Mobility Technology), azienda interamente controllata da Geely.